# Liriomyza puella
Liriomyza puella este o specie de muște din genul Liriomyza, familia Agromyzidae. A fost descrisă pentru prima dată de Johann Wilhelm Meigen în anul 1830. Conform Catalogue of Life specia Liriomyza puella nu are subspecii cunoscute.